# Bajánsenye
Bajánsenye (dt.: Weinhaus-Schweinach) ist eine ungarische Gemeinde im Kreis Körmend im Komitat Vas. Sie liegt an dem Fluss Kerka, vier Kilometer östlich der Grenze zu Slowenien.

## Sehenswürdigkeiten
- Heimatkundliche Sammlung (Helytörténeti gyűjtemény)
- Millennium-Gedächtnispark (Millenniumi Emlékpark)
- Reformierte Kirche
- Römisch-katholische Kirche Szentlélek, erbaut um 1989, mit freistehendem Glockenturm
- Szent-István-Bronzestatue (Szent István-szobor) vor der Kirche

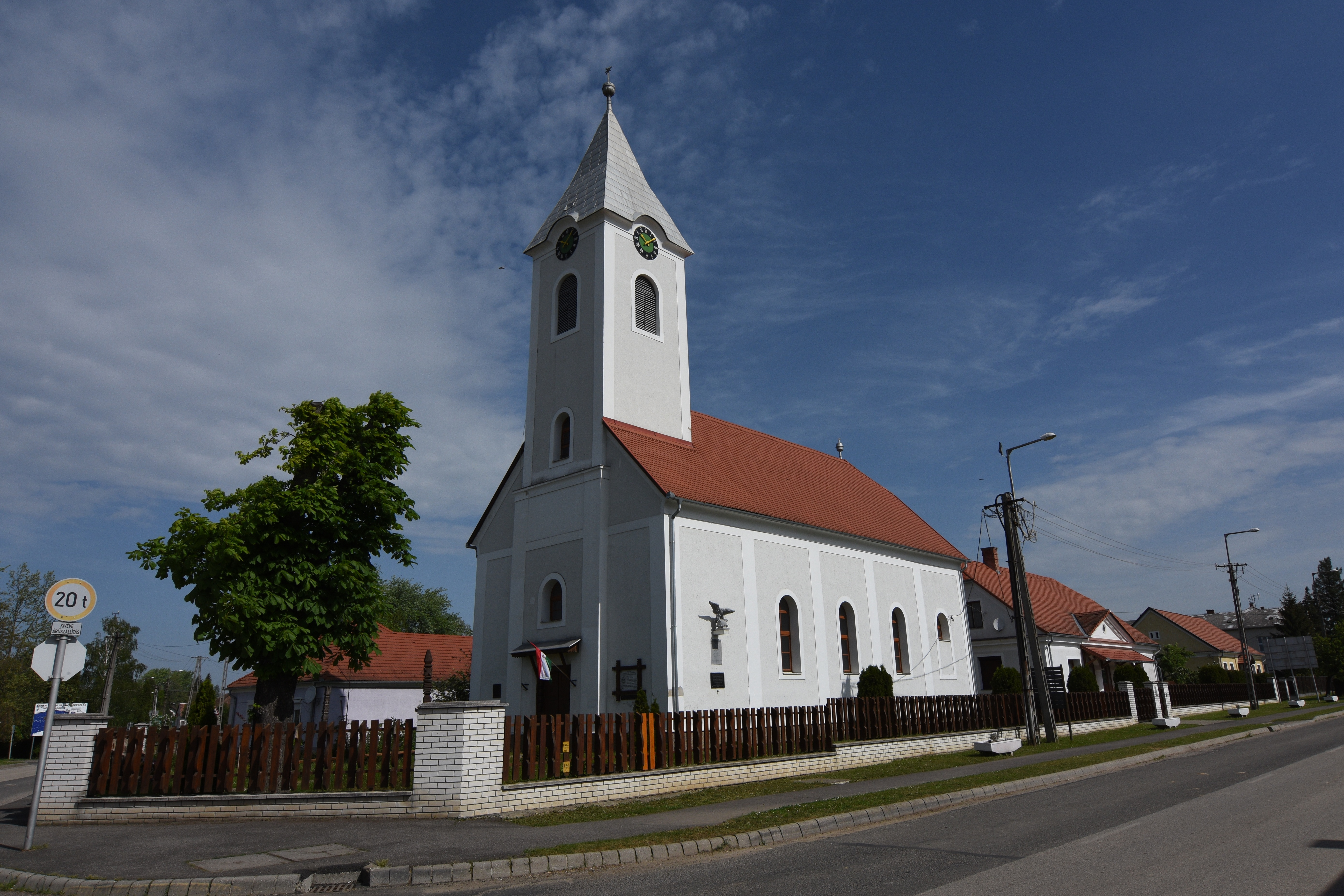
Reformierte Kirche in Bajánsenye

- Weinberge

## Verkehr
In Bajánsenye kreuzen sich die Landstraßen Nr. 7416 und Nr. 7451. Die Gemeinde ist angebunden an die Bahnstrecke Zalalövő–Murska Sobota.